# Hielvoet
Een hielvoet of pes calcaneus is een afwijking aan de stand van de voet. Bij een hielvoet is de voet zodanig omhoog verbogen dat alleen de hiel nog de grond raakt.